# قنومة هيلدبراند
قنومة هيلدبراند (الاسم العلمي:Mormyrus hildebrandti) (بالإنجليزية: Hildebrandt's elephant-snout fish)‏ هي نوع من الأسماك تتبع جنس القنومة من فصيلة الأسماك القنومية.